# 蓬喬內達佐山
45°53′32″N 8°55′38″E / 45.89222°N 8.92722°E
蓬喬內達佐山（義大利語：Poncione d'Arzo），是中歐的山峰，位於瑞士和意大利接壤的邊境，屬於盧加諾前阿爾卑斯山脈的一部分，海拔高度1,015米，每年平均降雨量1,603毫米。